# 378 Holmia
Holmia (asteroide 378) é um asteroide da cintura principal com um diâmetro de 26,74 quilómetros, a 2,4169741 UA. Possui uma excentricidade de 0,1295631 e um período orbital de 1 690,04 dias (4,63 anos).
Holmia tem uma velocidade orbital média de 17,87415019 km/s e uma inclinação de 7,01027º.
Esse asteroide foi descoberto em 6 de Dezembro de 1893 por Auguste Charlois.